# 薩摩川内市立可愛小学校
薩摩川内市立可愛小学校（さつませんだいしりつ えのしょうがっこう）は、鹿児島県薩摩川内市御陵下町にある市立小学校。

## 概要
児童数は2015年4月現在609人が在籍している。児童数のピークは1960年の1578人でその後右肩下がりで推移している。

## 歴史
- 1951年（昭和26年） - 川内市立亀山小学校から分離
- 2004年（平成16年） - 川内市が新設合併し、薩摩川内市となったのに伴い、薩摩川内市立可愛小学校と改称

## 通学区域
可愛小学校の通学区域は以下の区域が指定されている。
- 大小路町
- 若葉町
- 大王町
- 御陵下町
- 上川内町
- 国分寺町
- 東大小路町
- 原田町（うち市道隈之城・高城線から西側の区域）
- 高城町（うち字後牟田）

## 進学先中学校
- 薩摩川内市立川内北中学校[3]

## 周辺施設
- 鹿児島県立川内高等学校